# Jusqu'à la mort (film, 1920)
Pour les articles homonymes, voir Jusqu'à la mort et Ting.
Pour plus de détails, voir Fiche technique et Distribution.
Jusqu'à la mort (Li Ting Lang) est un film américain réalisé par Charles Swickard, sorti en 1920.

## Synopsis
À l'université, Li Ting Lang a beaucoup d'amis, jusqu'à ce qu'il s'intéresse à Marion Halstead, une jeune femme de la haute société, ce qui lui attire de nombreuses remarques. Après avoir annoncé ses fiançailles avec Li Ting Lang, Marion se retrouve peu à peu isolée et Li, réalisant qu'elle perd tous ses amis, lui rend sa liberté. Peu après, un émissaire arrive en Amérique avec la mission d'obliger Li à retourner dans son pays. Il lui administre une drogue et Li se réveille à bord d'un navire en route pour la Chine, alors que ses amis croient qu'il s'est suicidé. Li arrive en pleine révolution et devient un chef militaire important. 
Des années plus tard, alors qu'elle passe une partie de sa lune de miel en Orient, Marion croise Li et le reconnaît. Alors qu'elle se rend chez lui, elle est suivie par un homme qui prévoit de la tuer en faisant porter la culpabilité sur Li. Lorsque les comploteurs arrivent, Li défend Marion jusqu'à ce que ses anciens amis de l'université se portent à son secours. Marion repart avec son mari, laissant Li seul. 

## Fiche technique
- Titre original : Li Ting Lang
- Titre français : Jusqu'à la mort
- Réalisation : Charles Swickard
- Scénario : Richard Schayer, d'après la nouvelle Li Ting Lang, Chinese Gentleman de Howard P. Rockey
- Photographie : Frank D. Williams
- Société de production : Haworth Pictures Corporation
- Société de distribution : Robertson-Cole Distributing Corporation
- Pays d’origine :  États-Unis
- Langue originale : anglais
- Format : noir et blanc — 35 mm — 1,37:1 — Film muet
- Genre : drame
- Durée : 50 minutes - 5 bobines
- Dates de sortie : 
  -  États-Unis : 24 juillet 1920
  -  France : 8 septembre 1922[1]
- Licence : domaine public

## Distribution
- Sessue Hayakawa : Li Ting Lang
- Allan Forrest : Rob Murray
- Charles E. Mason : Red Dalton
- Doris Pawn : Marion Halstead

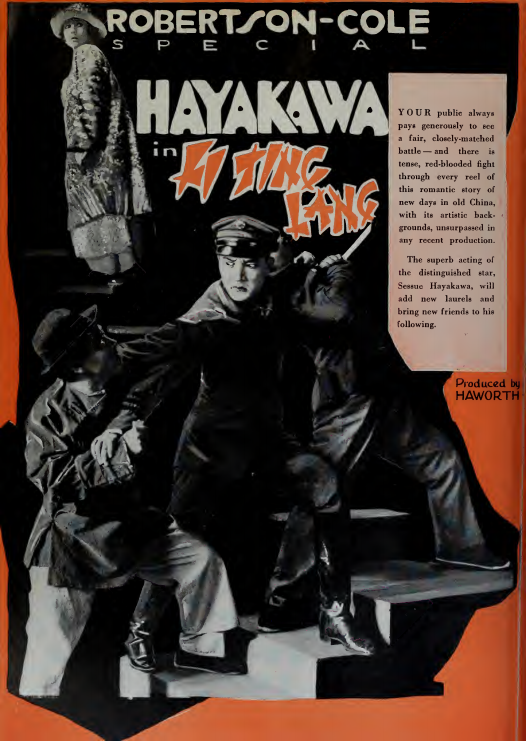
Publicité parue dans Film Daily

- Frances Raymond : Priscilla Mayhew
- Marc Robbins : Prince Nu Chang